# Kojnare
Kojnare (bułg. Койнаре) – miasto w Bułgarii, w obwodzie Plewen i gminie Czerwen brjag. W 2019 roku liczyło 3 155 mieszkańców.